# Subdiviziunile Costa Ricăi

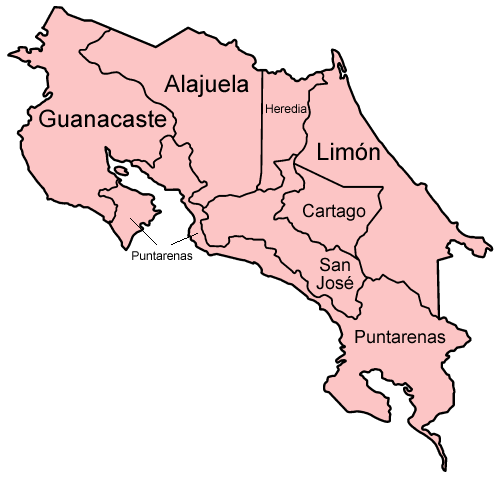
Cele șapte provincii ale Costa Ricăi

În conformitate cu Articolul 168 din Constituția Republicii Costa Rica, diviziunile politice sunt oficial clasificate în 3 niveluri de sub-entități naționale.

## Privire de ansamblu
În Constituția Costa Ricăi se prevede, "Pentru scopuri de administrație publică, teritoriul național este împărțit în provincii, acestea în cantoane și cantoanele în districte." Țara este formată din 7 provincii (provincias), 81 de cantoane (cantones), și 473 de districte (districtos).

## Lista de provincii
| Steag | Provincie  | Hartă | Capitală     | Suprafață (km2) | Populație |
| ----- | ---------- | ----- | ------------ | --------------- | --------- |
|       | Alajuela   |       | Alajuela     | 9,757           | 885,571   |
|       | Cartago    |       | Cartago      | 3,124           | 490,903   |
|       | Guanacaste |       | Liberia      | 10,141          | 354,154   |
|       | Heredia    |       | Heredia      | 2,657           | 433,677   |
|       | Limón      |       | Puerto Limón | 9,189           | 386,862   |
|       | Puntarenas |       | Puntarenas   | 11,266          | 410,929   |
|       | San José   |       | San José     | 4,966           | 1,404,242 |

## A se vedea și
- ISO 3166-2:CR
- Cantoanele Costa Ricăi
- Districtele Costa Ricăi